# Apantla
Apantla es una localidad del estado mexicano de Guerrero. Es parte del municipio de Ayutla de los Libres.

## Toponimia
El nombre «Apantla» proviene de los términos en náhuatl: apantli, acequia; tlan, lugar. Su significado es «lugar de acequias».

## Demografía
| Gráfica de evolución demográfica |
|                                  |

| Censo | Población |
| ----- | --------- |
| 1900  | 70        |
| 1910  | 169       |
| 1921  | 33        |
| 1930  | 90        |
| 1940  | 123       |
| 1950  | 70        |
| 1960  | 200       |
| 1970  | 335       |
| 1980  | 555       |
| 1990  | 437       |
| 2000  | 990       |
| 2010  | 1 027     |
| 2020  | 1 103     |